# Augustin Feyen-Perrin

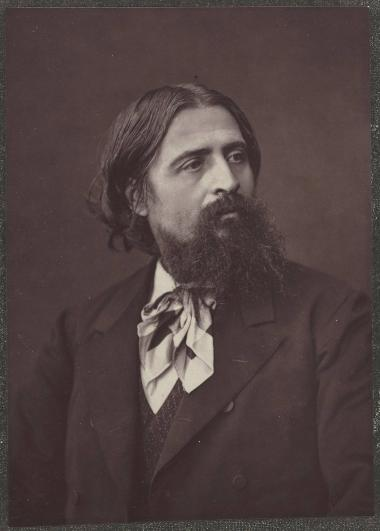
Augustin Feyen-Perrin

François Nicolas Augustin Feyen, conocido como Augustin Feyen-Perrin, (Bey-sur-Seille, 1826-París, 1888) fue un pintor francés.

## Biografía
Fue discípulo de su hermano, Eugène Feyen, en Nancy (Lorena) y a los veinte años se trasladó a París e ingresó en la Escuela de Bellas Artes. En 1855 expuso por vez primera en el Salón de París, al de 1857 presentó el lienzo La barca de Caronte.
La Enciclopedia Espasa cita como obras suyas La lección de anatomía del doctor Velpeau; Carlos «el Temerario», Mujeres de la isla de Batz, La «Veneuse» (1877), Melancolía, Primavera, La cancalesa en la fuente, El regreso de la pesca de ostras, Astarté, El camino de la «Corniche», La muerte de Orfeo, Regreso de la pesca en la marea baja y Sendero estrecho. Cultivó también el retrato y dejó, además, muchos trabajos de carácter decorativo.

## Galería

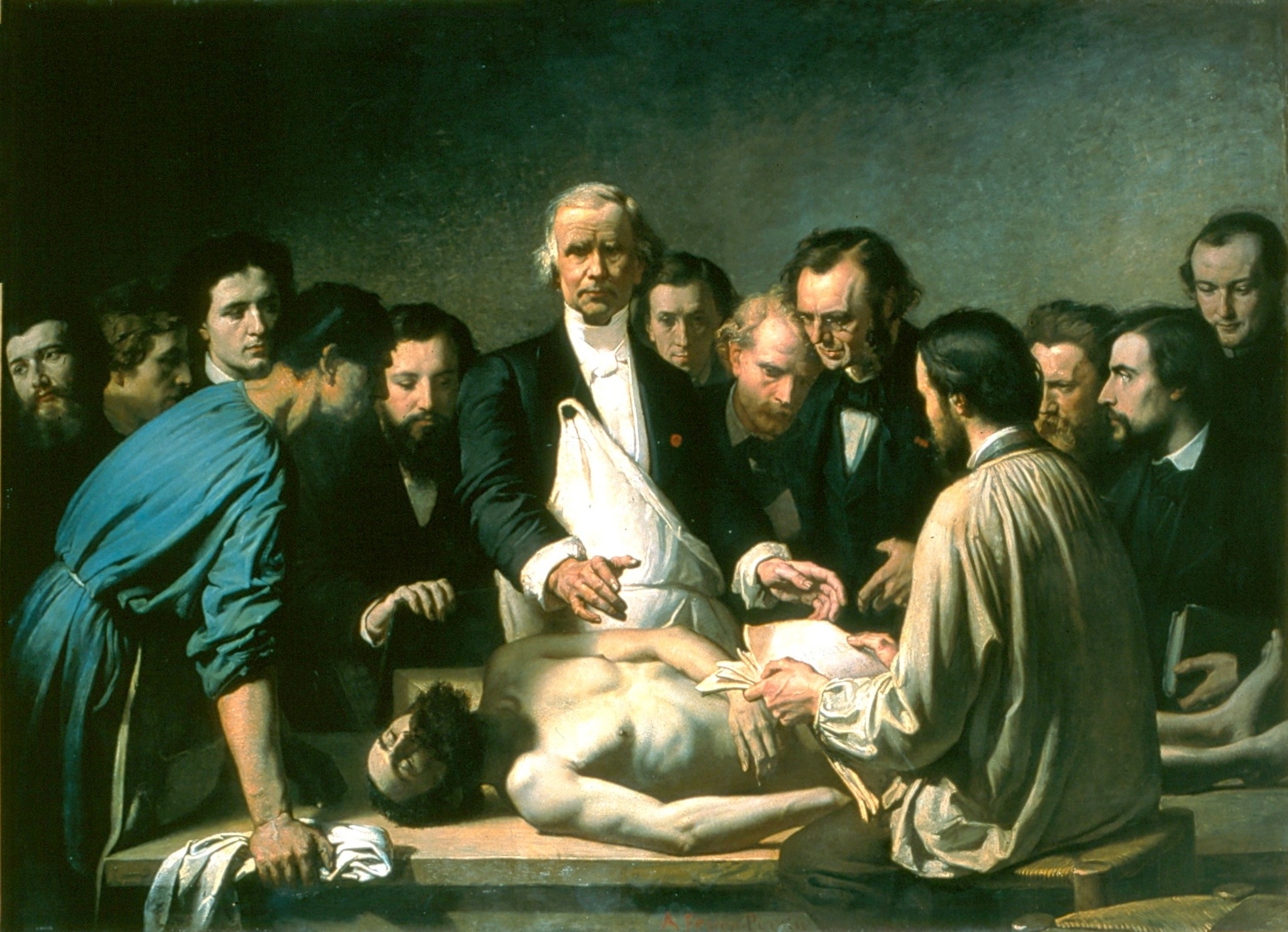
La leçon d'anatomie de Velpeau à la Charité
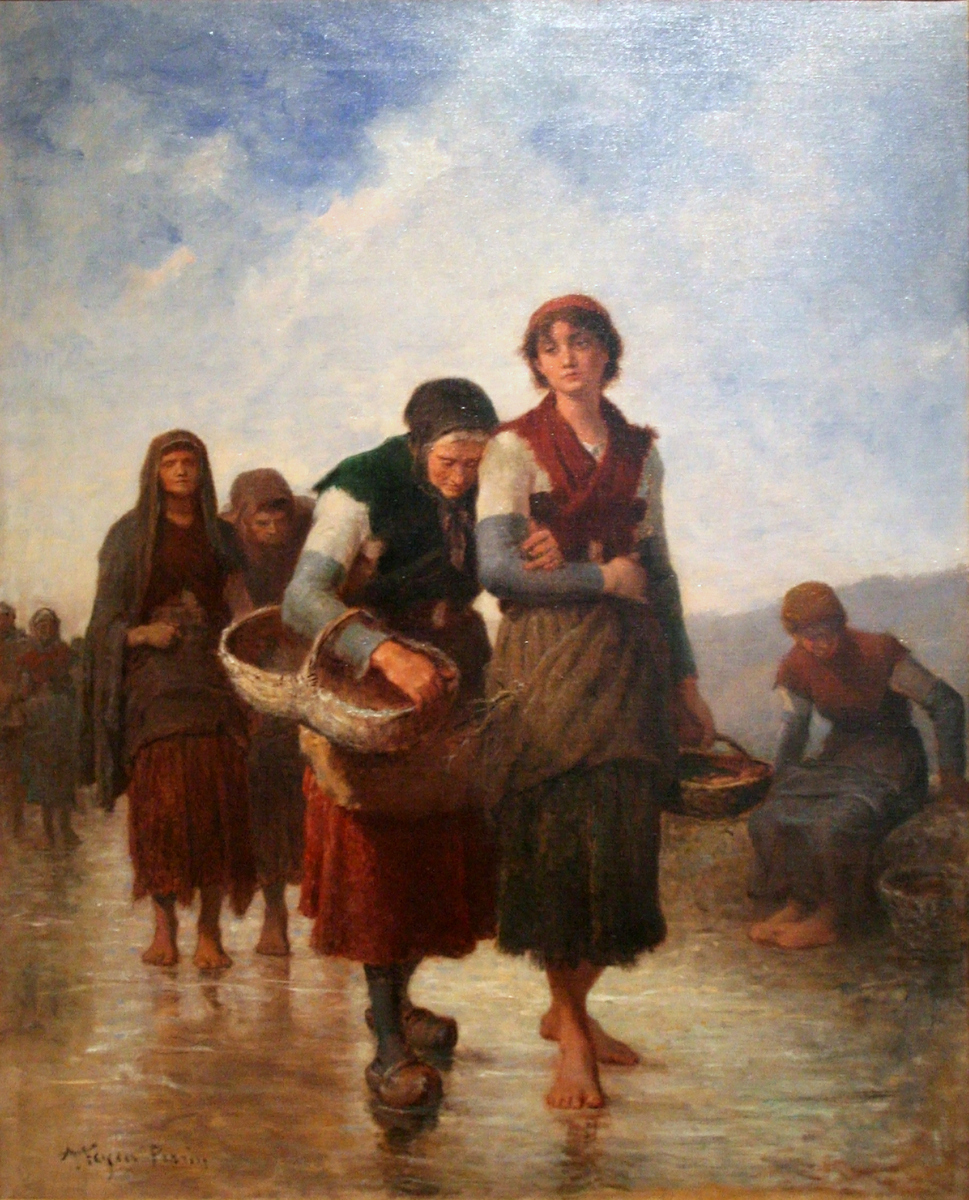
Retour de pêche
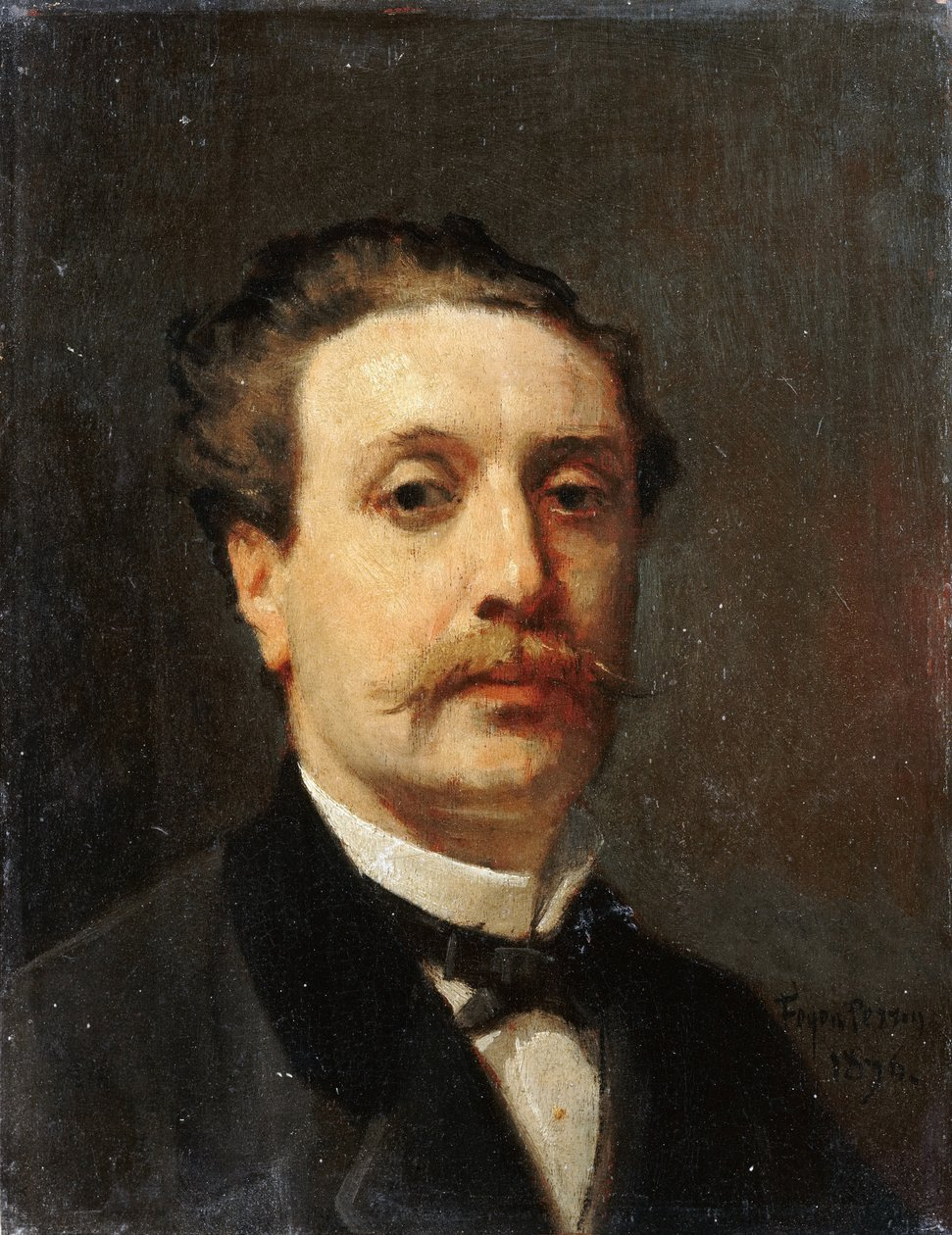
Retrato de Guy de Maupassant